# Нерчински споразум
Нерчински споразум (рус. Нерчинский договор; упрош: 尼布楚条约; трад: 尼布楚條約; пин: Níbùchǔ Tiáoyuē) био је први споразум између Русије и Кине. Русија је одустала од територија сјеверно од ријеке Амура до Становојског вијенца и задржала област између ријеке Аргун и Бајкалског језера. Ова граница дуж ријеке Аргун и Становојског вијенца се задржала све до присаједињења Приамурја и Приморја Русији 1860. године.
Споразум је потписан у Нерчинску 27. августа 1689. године. Потписивачи су били Сонготу, у име цара Кансија, и Федор Головин, у име руских царева Ивана V и Петра I.
Мјеровани споразум је написан на латинском језику, са преводима на руском и манџурском језику, али обје верзије су се знатно разликовале. Није постојао званични текст на кинеском наредна два вијека, али су гранични маркери уписани на кинеском заједно са маџурским, руским и латинским језиком.
Касније, 1727. године, Кјахтински споразум је поправио оно што је данашња граница Монголије западно од Аргуна и отворио је за трговину караванима. Ајгунским споразумом 1858. године Русија је припоријала територије сјеверно од ријеке Амура, а Пекиншким споразумом 1860. године припоријал је приобаље до Владивостока. Садашња граница иде дуж ријека Аргун, Амур и Усури.